# ملک‌پور، گجرات
ملک‌پور (به انگلیسی: Malikpur) یک روستا در پاکستان است که در ناحیه مانسهره واقع شده‌است. ملک‌پور ۱٬۹۳۳ نفر جمعیت دارد و ۲۲۵ متر بالاتر از سطح دریا واقع شده‌است.